# Batalhas aéreas em fevereiro de 1999
Em fevereiro de 1999, houve três combates aéreos entre a Etiópia e a Eritreia. Aviões Su-27 e MiG-29 participaram das batalhas. Este foi o primeiro confronto direto da aviação das partes durante o guerra Eritreia-Etiópia. As batalhas foram marcadas pela suposta participação de pilotos das ex-repúblicas soviéticas.
Como resultado, usando efetivamente seus caças, os etíopes conquistaram domínio absoluto no ar. Mais eritreus não tentaram entrar em batalhas aéreas abertas e não usaram a aviação para bombardear o território e o exército inimigo.